# Fail Safe (Stargate SG-1)
Fail Safe (Límite de Seguridad) es el décimo séptimo episodio de la quinta temporada de la serie de televisión de ciencia ficción Stargate SG-1, y el centésimo quinto de toda la serie.

## Trama
Un astrónomo aficionado descubre un asteroide en curso de colisión con la Tierra, y el Comando Stargate pronto es alertado del inminente peligro. Debido a que el “tratado de planetas protegidos” establece que los Asgard no pueden ayudar en caso de que la amenaza sea de origen natural, el SGC decide enviar al SG-1 a reparar apresuradamente el Tel'tak dejado en Revanna, y usarlo para llegar al mortal asteroide. Con la ayuda de la más poderosa bomba nuclear jamás creada, el equipo espera desviar la trayectoria del asteroide. Para ello se ha fijado un límite de seguridad; una vez pasada dicha posición, el asteroide estará demasiado cerca de la Tierra como para ser desviado.
Pasan varios días, y el equipo logra arreglar la nave, y alcanzan el asteroide según lo planeado, pero mientras se acercan a éste, lo hacen inexplicablemente muy rápido y al perder contacto con la Tierra se cree que se estrellaron. Sin embargo, en realidad, lograron aterrizar en un cráter. Mientras O'Neill y Teal'c ajustan la bomba en el exterior, Carter cree que algo está mal con el asteroide, ya que al parecer su gravedad es más alta de lo que debería ser, e investiga al respecto. Descubre finalmente que el núcleo del asteroide está hecho de Naquadah y de explotar la bomba, la reacción seria como una pequeña supernova, que dada su proximidad con la Tierra, podría llegar a evaporar los océanos. Como el Naquadah no es natural del sistema solar, el SG-1 piensa que los Goa'uld lo trajeron para destruir la Tierra, sin violar abiertamente el tratado con los Asgard.
En la Tierra, en tanto, como el asteroide ya pasó él límite de seguridad, los últimos equipos de evacuación parten al sitio Alfa. El general Hammond informa al Presidente que aunque el SG-1 haya fallado en la misión (él aun tiene esperanzas en que sobrevivieron), lo mejor es que no le informe al mundo sobre al asteroide porque solo provocara pánico. Después, como Hammond no ha sido relevado del mando se queda solo en el SGC esperando la colisión.
Entre tanto, en el asteroide el SG-1, después de lograr desactivar la bomba, idea extender el campo hiperespacial a toda la gran roca, para transportarla junto con la nave lejos de la Tierra. El plan funciona y aparecen al otro lado del planeta, sin embargo, como han usado toda la energía para hacerlo, se encuentran atrapados con solo unas cuantas horas de aire. No obstante, pronto, una nave Tok'ra aparece y los rescata.

## Artistas invitados
- Colin Cunningham como el mayor Davis.
- Gary Jones como Walter Harriman.
- Teryl Rothery como la doctora Janet Fraiser
- Greg Anderson como Webber.[3]
- Kirsten Williamson como Jalen.[3]
- Michael Teigen como joven del telescopio.[3]
- David Bloom como Spellman.[3]
- Brian Jensen como Freyr.[3]
- Dion Luther como miembro del Consejo Asgard.[3]